# Санта на продаж
«Санта на продаж» — англ. Rare Exports; Рідкісні експортні товари) — кінофільм режисера Ялмарі Хеландера, що вийшов на екрани в 2010 року.
Теглайн фільму: «У це Різдво в Санту повірять все».
У Росії фільм вийшов в прокат 2 грудня 2010 року. Дистриб'ютор: Top Film Distribution.
Актриса Кейт Бланшетт назвала цей фільм одним із своїх улюблених фільмів

## Зміст
На одній із величних сопок засніженої Лапландії працює бурова установка. На глибині 400 метрів бурильники виявляють шар деревної стружки товщиною 20 метрів. Після його проходження вони натикаються на шар льоду і розуміють, що під ними не сопка, а гігантський похоронний курган, насипаний народом Лапландії в далекі часи. Двоє хлопчаків із сусіднього селища, причаївшись за ящиками з вибухівкою, чують як господар бурової, містер Грін, дає наказ робочим до Різдвяних свят розграбувати цю могилу. Один із хлопчиків твердо вірить, що під сопкою похований Санта Клаус.

## Ролі
- Йорма Томміла — Рауно
- Онні Томміла — Петарі
- Томмі Корпела — Аймо
- Рауно Ювоно — Пііпарінен
- Пер Крістіан Еллефсен — Райлі
- Пітер Якобі — Санта
- Джонатан Хатчінгс — Брайан Грін, буровий майстер (керівник бурової бригади)
- Рісто Салми — шериф
- Ілмарі Ярвенпяя — Юусо